# يوهان دونار
يوهان دونار مواليد 24 مارس 1966 في ستوكهولم، هو لاعب كرة مضرب سويدي سابق بدأ مسيرته كمحترف سنة 1990 وكان يلعب باليد اليمنى. أعلى تصنيف له في الزوجي كان المركز الـ 72 في سنة 1993.

## النهائيات

### الزوجي: 1 (1–0)
| الحصيلة | الرقم | السنة | الدورة           | الأرضية | الشريك      | المنافس في النهائي               | النتيجة في النهائي |
| ------- | ----- | ----- | ---------------- | ------- | ----------- | -------------------------------- | ------------------ |
| الفوز   | 1.    | 1992  | باليرمو، إيطاليا | ترابية  | أولا جونسون | هوراسيو دي لا بينيا فوجتيتش فلجل | 5–7, 6–3, 6–4      |

## روابط خارجية
- يوهان دونار على موقع رابطة محترفي التنس (الإنجليزية)
- يوهان دونار على موقع الاتحاد الدولي لكرة المضرب (الإنجليزية)
- يوهان دونار على موقع خلاصة التنس.كوم (الإنجليزية)